# 菲律宾众议院党名单代表
菲律宾众议院党名单代表（英語：Party-list representation in the House of Representatives of the Philippines）是一种选举制度。根据该制度，菲律宾众议院20%的席位通过名單比例代表制产生。尽管众议院的大多数议员是通过复数制（又称“得票最多者当选”制度）选出的，但党名单代表则是通过一种比例代表制的党名单投票方式选举产生。1987年菲律宾宪法确立了党名单制度。最初，该制度仅向代表弱势或未充分代表群体的部门或团体开放，包括劳工、农民、城市贫民、原住民文化群体、妇女、青年以及法律规定的其他群体（宗教部门除外）。然而，菲律宾最高法院在2013年的一项判决中明确指出，党名单是一种比例代表制度，面向各类团体和政党开放，并不限于被边缘化的群体。国家级或地区级的政党和组织无需依据特定社会群体来组织，也不必须代表任何弱势或未充分代表的部门。
关于哪些政党有资格参与选举、应提名哪些候选人、如何确定胜选者以及如何分配获胜政党的席位，自1998年党名单选举首次举行以来，这些问题一直存在争议，并引发了一系列具有里程碑意义的选举委员会和最高法院案件。
党名单代表不是直接选举产生的，而是通过党名单投票方式间接产生。选民投票时是投给政党，而非该党的候选人（即封闭式名单）。选票按得票率从高到低排序，获得全国选票至少2%的政党可获得1个席位，其它额外席位的分配则依据该党得票比例通过特定公式计算确定。任何政党最多只能获得三个席位。如果按照上述机制分配完席位后，众议院中的部门代表数量未达到众议院总席位的20%（即63席），则将剩余席位分配给未能获得席位但得票排名靠前的政党，每党分得1席，直到63席分完为止。因此，选民在众议院选举中有两张并行的选票：一张投给地区代表，另一张投给党名单代表。两张选票相互独立，互不影响。
党名单代表制度利用比例代表制倾向于支持“单一议题”政党的特点，使未充分代表的群体能够在立法过程中代表自身利益。
1995年3月3日，菲律宾总统菲德尔·瓦尔德斯·拉莫斯签署《共和国法第7941号》，即《党名单制度法》。